# Дюжев, Дмитрий Петрович
Дми́трий Петро́вич Дю́жев (род. 9 июля 1978, Астрахань, СССР) — российский актёр театра, кино, телевидения, озвучивания и дубляжа, певец и кинорежиссёр; заслуженный артист Российской Федерации (2018), народный артист Карачаево-Черкесской Республики (2013). В числе известных актёрских работ Дюжева такие фильмы, как «Жмурки», «Остров» и «Мне не больно», а также телесериал «Бригада» и многое другое.

## Биография
Родился 9 июля 1978 года в Астрахани в семье актёра астраханского ТЮЗа Петра Дюжева.
В 1995 году окончил «Школу одарённых детей» и поступил в ГИТИС на режиссёрский факультет (актёрская группа, мастерская Марка Захарова). По окончании института в 1999 году был принят в труппу Московского ТЮЗа.
В кино дебютировал в 2000 году в фильме Александра Атанесяна «24 часа» и в фильме «Изгой» (эпизодическая роль, сортировщик Federal Express в России). Известность актёру принесла роль Космоса в фильме Алексея Сидорова «Бригада» (2002), а признание у кинокритиков — исполнение роли бандита Саймона в «чёрной комедии» Алексея Балабанова «Жмурки»: эта роль была отмечена на ОРКФ «Кинотавр» в Сочи в 2005 году.
С 2006 года является актёром МХТ им. Чехова.
После участия и победы в телешоу «Две звезды» выступает как вокалист и гастролирует со своей партнёршей по проекту Тамарой Гвердцители.
В 2011 году состоялся дебют в качестве режиссёра. Окончив Высшие курсы сценаристов и режиссёров, он снял дипломную работу — получасовой фильм «БРАТиЯ», который участвовал в программе «Кинотавра» в конкурсе короткометражных фильмов, а также в Петербургском фестивале студенческого кино «Начало». Позже фильм «БРАТиЯ» получил спецприз жюри на Московском фестивале авторского короткого метра «Арткино» и главный приз на фестивале «Отражение». Также фильм был избран от российских киношкол для участия в международных фестивалях короткого метра в городе Пуатье (Франция) и в городе Котбусе (Германия).
В 2012 году состоялась премьера фильма «Мамы», где Дюжев снял новеллу «Моей любимой» с Сергеем Безруковым.
В 2014 году снял новеллу для фильма «Чемпионы». Это история любви и спортивной жизни Антона Сихарулидзе и Елены Бережной.
В 2015 году дебютировал в качестве театрального режиссёра, поставив спектакль «Скамейка» по одноимённой пьесе А. Гельмана с участием актёров: А. Хабарова и В. Ланской.

## Общественная позиция
Поддержал вторжение России на Украину.
18 марта 2022 года принял участие в прошедшем в Санкт-Петербурге праздничном концерте в честь 8-й годовщины аннексии Крыма Россией. 21 августа 2022 года принял участие в праздничном концерте, посвящённом дню флага России, который проводился в оккупированном российскими войсками Херсоне. В мае 2022 года выступил на праздновании Дня республики в самопровозглашённой ДНР.

## Санкции
7 января 2023 года, на фоне вторжения России на Украину, внесён в санкционный список Украины «за посещение оккупированных территорий после начала вторжения, участие в пропагандистских концертах, публичную поддержку войны и режима Путина».
1 июня 2022 года Латвия запретила въезд в страну Дюжеву за поддержку и оправдание агрессии России на Украине. 3 февраля 2023 года внесён в санкционный список Канады как причастный к распространению российской дезинформации и пропаганды.

## Семья
Сестра — Анастасия Петровна Дюжева (23 мая 1986 — 3 июля 1998) умерла от лейкемии в 12 лет, на её лечение ушли все деньги семьи, но спасти девочку не удалось.
Отец — Пётр Валентинович Дюжев (1954 — 3 апреля 2002) был актёром в астраханском ТЮЗе. Во время Перестройки занялся бизнесом, владел кафе и магазином. После смерти дочери пристрастился к спиртному. В 2002 году продал кафе «Богема» своей невестке Саре, а на полученные деньги установил на могиле дочери памятник из белого мрамора, после этого перерезал себе вены.
Мать — Людмила Григорьевна Дюжева (1957 — 25 января 2003) умерла от сердечного приступа спустя 9 месяцев после гибели своего мужа.

## Личная жизнь
В 2003 году у него был роман с балериной Анастасией Меськовой, однако он закончился вскоре после того, как пара стала жить вместе.
С 2003 года по 2005 год актёр встречался с Натальей Швец. Они готовились к свадьбе, но расстались.
Также среди романов числится и роман с экс-солисткой группы «Блестящие» Жанной Фриске.
14 февраля 2008 года в Грибоедовском ЗАГСе Москвы женился на Татьяне Зайцевой (род. 1981), свидетелями на свадьбе были партнёры и коллеги Павел Майков и Владимир Вдовиченков, банкет был в ресторане «Метрополь», венчались 20 июля 2008 года. Татьяна Дюжева работает в нефтяной компании.
- Сын: Иван Дмитриевич Дюжев (род. 7 августа 2008)[21][22][24].
- Сын: Дмитрий Дмитриевич Дюжев (род. 26 января 2015).

## Награды и звания
- Заслуженный артист Российской Федерации (21 августа 2018 года) — за большой вклад в развитие отечественной культуры, искусства, средств массовой информации и многолетнюю плодотворную деятельность[1].
- Народный артист Карачаево-Черкесской Республики (2013 год)[25].
- Почётная грамота Московской городской думы (18 марта 2020 года) — за заслуги перед городским сообществом[26].
- Медаль «За выдающийся вклад в развитие российского казачества» (приказ атамана Всероссийского казачьего общества от 19 июня 2024 № 70н) — за активную поддержку Русской Православной Церкви, казаков, защищающих Родину и мирных жителей на передовой СВО, а также за патриотическое и духовно-нравственное воспитание молодежи[27].

## Творчество

### Театральные работы

#### МХТ им. Чехова
- 2006 — «Примадонны» Кена Людвига, режиссёр Е. Писарев — Джек
- 2009 — «Дворянское гнездо» И. Тургенева, режиссёр М. Брусникина — Лаврецкий
- 2004 — «Свободная любовь» по пьесе Герше «Эти свободные бабочки», режиссёр А. Житинкин

#### Московский губернский театр
- 2013 — «Нашла коса на камень» по пьесе Н. Островского «Бешеные деньги», режиссёр С. Безруков
- 2015 — «Скамейка» по пьесе А. Гельмана, режиссёр Д. Дюжев

#### Мюзикл
- 2005 — «Воины духа», режиссёр В. Кулаев — комбат Марк Евтюхин

### Фильмография

#### Актёрские работы
- 2000 — Изгой — сортировщик Federal Express[28] (в титрах не указан)
- 2000 — 24 часа — сержант охраны
- 2001 — Яды, или Всемирная история отравлений — доктор Эдма Коста
- 2001 — Апрель — охранник
- 2002 — Ковчег — счастливый случай
- 2002 — Марш Турецкого 3 — Саша-диджей (эпизод)
- 2002 — Бригада — Космос Юрьевич Холмогоров («Кос»), бандит, член «Бригады», друг «Саши Белого»
- 2002 — Светские хроники — фотограф Петечка
- 2003 — Родина ждёт — Николай Ковчугин по кличке «Годзилла»
- 2003 — Стилет — охранник в казино
- 2004 — Охотники за иконами — мошенник Рубль
- 2004 — Всадник по имени Смерть — Валентин Кузьмич (Евно Фишевич Азеф)
- 2004 — Самара-городок — хоккеист Никита Хабаров
- 2004 — Слушатель — Сидячко
- 2004 — Команда — Марк Левин
- 2004 — Русское — Славка
- 2004 — Летучая мышь — Альфред
- 2005 — Любовь и золото — капитан Королёв
- 2005 — Жмурки — «Саймон», бандит
- 2005 — Счастливый — Никита Маевский
- 2005 — Мечтать не вредно — Андриан
- 2006 — Первый Скорый — Траволта
- 2006 — День Победы — Алексей Привалов в молодости
- 2006 — Мне не больно — Олег
- 2006 — Ты – это я — Игорь
- 2006 — Остров — отец Иов
- 2006 — Карамболь — Слуцкий
- 2007 — Путешествие с домашними животными — Сергей
- 2007 — Кука — Рома
- 2007 — Исчезновение — Сергей Ветров, бизнесмен
- 2007 — Антидурь — Вельмишев
- 2008 — Розыгрыш — физрук
- 2008 — Тариф новогодний — водитель бензовоза
- 2008 — Свой-Чужой — пожарный Матвей Радищев
- 2008 — Золотая рыбка — актёр из Голливуда
- 2009 — Обратная сторона — Бек
- 2009 — Каникулы строгого режима — Евгений Дмитриевич Кольцов, бывший сотрудник милиции / вожатый Убегаев
- 2009 — Вербное воскресенье — Артур Никитин, внук члена Политбюро
- 2009 — Москва, я люблю тебя! — Вано (новелла «В центре ГУМа у фонтана»)
- 2009 — Гамлет. XXI век — Клавдий
- 2010 — Утомлённые солнцем 2: Предстояние — белорус Иван, сокамерник Котова
- 2010 — Близкий враг — Олег «Красавчик»
- 2011 — Утомлённые солнцем 2: Цитадель — белорус Иван, сокамерник Котова
- 2011 — Беременный — Сергей Добролюбов
- 2011 — Дело было на Кубани — Григорий Лютый
- 2012 — Мамы (новелла «Напарник») — Сергей Николаевич, сын Светланы Семёновны, возлюбленный Машеньки
- 2012 — Одесса-мама — Андрей Петрович Чебанов, прокурор Одессы
- 2012 — Вождь разнокожих — Гоша, похититель
- 2013 — Иван сын Амира — Иван
- 2013 — Курьер из «Рая» — Вадим Горохов
- 2013 — Истребители — Илья Бестужев, военный лётчик
- 2015 — Истребители. Последний бой — подполковник Бестужев, командир авиаполка
- 2015 — Временно недоступен — Антон Плетнёв
- 2015 — Разборка в Маниле — русский снайпер Виктор
- 2015 — Рая знает — участковый Владимир Петрович
- 2016 — Одна за всех — Юрий, муж Ани (восьмой сезон)
- 2017 — Огни большой деревни
- 2017 — В зоне доступа любви — Андрей
- 2017 — Хождение по мукам — Мамонт Дальский
- 2018 — Тобол — Пётр I[29]
- 2020 — Мёртвые души — Манилов
- 2021 — Ваша тётя Люси — Кирилл
- 2021 — Этика долга — Рябов
- 2022 — Ресторан по понятиям — Кувалда
- 2022 — Ресторан по понятиям 2 — Кувалда
- 2023 — Родные люди (новелла «Москва») — Вячеслав
- 2024 — Бременские музыканты — Осёл
- 2024 — Гудбай — Джо Байден (президент США), Иван Иваныч (русский актёр)[30]

#### Режиссёрские работы
1. 2010 — Братия
2. 2012 — Мамы (новелла «Моей любимой»)
3. 2014 — Чемпионы

#### Озвучивание и дубляж
- 2003 — Марш-бросок (российский фильм о Второй чеченской войне) — роль хулигана Ильи — Александра Прудникова
- 2005 — The Punisher (видеоигра) — Каратель (Фрэнк Кастл)
- 2008 — Про Федота-стрельца, удалого молодца (анимационный фильм) — генерал
- 2009 — Монстры против пришельцев (анимационный фильм) — Недостающее Звено
- 2012 — Печать царя Соломона (анимационный фильм) — озвучка
- 2012 — Как поймать перо Жар-Птицы (анимационный фильм) — Серый волк, озвучка
- 2017 — Урфин Джюс и его деревянные солдаты (анимационный фильм) — медведь Топотун

### Телевидение
- Победитель второго сезона шоу «Две звезды» в паре с Тамарой Гвердцители.
- Четырежды участвовал в шоу «Форт Боярд»:
  - в 1-й раз в команде: Эрнест Мацкявичюс, Екатерина Гусева, Владимир Вдовиченков, Павел Майков и Елена Выходцева в 2003 году, выигрыш 90 030 руб.
  - во 2-й раз 2004 г. в команде: Александр Розенбаум, Вера Глаголева, Михаил Шац, Татьяна Лазарева и Жанна Фриске, выигрыш 99 090 руб.
  - в 3-й раз в команде Максима Покровского: Надежда Михалкова, Дарья Мороз, Дмитрий Губерниев и Михаил Зеленский, выигрыш 59 580 руб.
  - в 4-й раз в команде: Александр Иншаков, Светлана Мастеркова, Жанна Фриске, Андрей Мерзликин и Михаил Зеленский, выигрыш 264 060 руб.
- Ведущий документального цикла «Освободители».
- С конца 2006 по 2008 год в паре с Еленой Писаревой был ведущим религиозного ток-шоу «Русский взгляд» на «Третьем канале», занимавшем часть эфирного времени в Москве на телеканале ТВ Центр[31].
- В 2021 году участвовал в проекте телеканала «Россия-1» «Танцы со звёздами».

### Клипы
2003 — «Мои ясные дни» (Олег Газманов) + "Скажи, зачем?" ("Любовные истории)

## Скандал в аэропорту
В ноябре 2017 года в российском аэропорту Дюжев вступил в конфликт с пассажирами экономкласса, которые не пропускали его к стойке регистрации бизнес-класса. Своим негодованием Дюжев поделился в интервью в программе «Нет обид» латвийского телевидения LTV7 и в программе «Судьба человека» телеканала «Россия-1». 